# Nalpur
Nalpur är en ort i Indien.   Den ligger i distriktet Haora och delstaten Västbengalen, i den östra delen av landet, 1 300 km sydost om huvudstaden New Delhi. Nalpur ligger 7 meter över havet och antalet invånare är 5 644.
Terrängen runt Nalpur är mycket platt. Runt Nalpur är det mycket tätbefolkat, med 2 431 invånare per kvadratkilometer. Närmaste större samhälle är Calcutta, 19,4 km öster om Nalpur. Trakten runt Nalpur består till största delen av jordbruksmark.